# 莫哈恩拉
莫哈恩拉·維斯瓦納坦（英語：Mohanlal Viswanathan，1960年5月21日—）或稱藝名莫哈恩拉（英語：Mohanlal），印度男演員、導演、製片人、代唱歌手及發行人。他主要在馬拉雅拉姆語電影界工作，偶爾在泰米爾語、印地語、泰盧固語和卡納達語電影中亮相。莫哈恩拉的演藝事業超過40年且相當多產。印度政府於2001年、2009年分別授予他蓮花士勳章及莲花装勋章，以肯定他在印度電影界的貢獻。2009年，他成為印度第一位被授予地方軍中校榮譽軍階的演員。莫哈恩拉被CNN評為「改變印度電影面貌的人物」之一。
1978年，18歲的莫哈恩拉在馬拉雅拉姆電影《回顧》中出道，但該片因由於審查問題而延遲了25年才上映。他的銀幕處女作是在1980年愛情片《雪中綻放的花朵》中扮演的反派角色。他在接下來的幾年裡，持續飾演反派角色和配角。到了1980年代中期，他已成為票房號召力十足的主演，並在1986年主演了幾部成功的電影後聲名鵲起；同年上映的《国王之子》進一步提升了他的明星地位。莫哈恩拉最著名的非馬拉雅拉姆語電影包括泰米爾語電影《冤家对头》（1997年）、印地語電影《印度黑帮》（2002年）和泰盧固語電影《這些人渣欠修理》（2016年）。
莫哈恩拉已贏得眾多獎項，涵蓋印度國家電影獎、喀拉拉邦電影獎和南印度電影觀眾獎。2010年，他獲得了斯里桑卡拉查里亞梵語大學的榮譽博士學位。2018年則獲得卡利卡特大學的榮譽博士學位。
莫哈恩拉也因慈善事業而聞名。他創立了非營利慈善組織ViswaSanthi基金會，旨在為醫療保健和教育領域的社會弱勢群體創建、提供高影響力的計畫。

## 外部連結
- 官方网站
- 莫哈恩拉在互联网电影资料库（IMDb）上的資料（英文）
- 烂蕃茄上的莫哈恩拉